# Francesca Dell’Edera
Francesca Dell’Edera (* 28. Juni 1996) ist eine italienische Tennisspielerin.

## Karriere
Dell’Edera begann mit 11 Jahren das Tennisspielen und bevorzugt Sandplätze. Sie spielt vorrangig vor allem auf Turnieren der ITF Women’s World Tennis Tour, wo sie bislang einen Titel im Doppel gewann.

## Turniersiege

### Doppel
| Nr. | Datum         | Turnier   | Kategorie | Belag | Partnerin     | Finalgegnerinnen             | Ergebnis  |
| --- | ------------- | --------- | --------- | ----- | ------------- | ---------------------------- | --------- |
| 1.  | 27. Juli 2024 | Satu Mare | ITF W15   | Sand  | Giorgia Pinto | Laura Böhner Lavinia Tănăsie | 7:62, 7:5 |